# خري أغلان
خري أغلان هي قرية في مقاطعة بيرانشهر، إيران. يقدر عدد سكانها بـ 243 نسمة بحسب إحصاء 2016.